# ミハイル・シャルダコフ
ミハイル・ニコラエヴィチ・シャルダコフ（ロシア語: Михаил Николаевич Шардаков, ラテン文字転写:  Mikhail Nikolaevich Shardakov、1895年 1月16日（ユリウス暦1月4日）- 1961年 3月19日）は、ソビエト連邦の心理学者。教育学博士。ゲルツェン名称レニングラード教育大学心理学講座教授。専門は思考心理学。パブロフ反射学の後継者。学童における注意の発達について、反射学の教育学への転用を実践した。

## 生涯
- 1895年、ウラル工場の労働者の家庭に生まれる。
- 1911年、工場学校の教師となる。
- 1927年、ペルミ大学の史学部を卒業。そののち、ゲルツェン名称レニングラード教育大学院に入学。
- 1930年、ゲルツェン名称レニングラード教育大学の心理学講座の講師に就任。
- 1941年－1945年の大祖国戦争の間の数年間、カリーニン教育大学の学長。
- 1945年、ゲルツェン名称レニングラード教育大学に復帰し、心理学講座の主任をつとめる[2]。

## 論文
- 「教授における習得と保持」（1940年）
- 「学生の教育に焦点を当てるために」（1947年）
- 「生徒における因果的思考の発達に関する問題に寄せて」（1948年）
- 「心理学の学生の随筆」（1955年）
- 「低学年生徒における道徳的概念の形成」（1955年）
- 「第2-第6学年生徒における体系化の思考過程の発達」（ディヤチェンコと共著）（1958年）

## 著書
- 『学習心理学概説』（1951年）
- 『学童心理学概説』（1955年）（邦訳『学童心理学』柴田義松訳、明治図書出版、1963年）
- 『学童の思考』（1963年）（邦訳、大橋精夫訳、明治図書出版、1971年）